# Philipp Wirtgen
Philipp Wilhelm Wirtgen, född den 4 september 1806 i Neuwied, död den 7 september 1870 i Koblenz, var en tysk botanist.
Wirtgen blev 1835 lärare vid högre evangeliska stadsskolan i Koblenz. Han utforskade omsorgsfullt Rhenländernas flora, vegetation och geognosi, varöver, jämte en mängd smärre arbeten, utkom Prodromus (1842), Flora der preussischen Rheìnprovinz (1857) och Flora der preussischen Rheinlande (1870) med mera. Wirtgen utgav en serie exsickatverk över Tysklands skogs-, apoteks- och i andra avseenden ekonomiska och tekniska växter och bidrog framgångsrikt till naturvetenskapernas popularisering genom att bilda flera föreningar och sällskap.
Auktorsnamnet Wirtg. kan användas för Philipp Wirtgen i samband med ett vetenskapligt namn inom botaniken; se Wikipediaartiklar som länkar till auktorsnamnet.